# Duffyoemida barkeri
Duffyoemida barkeri är en skalbaggsart som beskrevs av Martins 1977. Duffyoemida barkeri ingår i släktet Duffyoemida och familjen långhorningar. Inga underarter finns listade i Catalogue of Life.